# Godelieve Quisthoudt-Rowohl
Godelieve Quisthoudt-Rowohl (Etterbeek, 18 juni 1947) is een Duits christendemocratisch politica die sinds 1989 in het Europees Parlement zetelt. Ze specialiseerde zich in internationale handel, buitenlandse zaken en onderzoeksfinanciering, en had aandacht voor kinderrechten, democratiseringsprocessen en de bestrijding van discriminerende bepalingen in niet-Europese landen.

## Biografie

### Academische loopbaan
Godelieve Quisthoudt-Rowohl promoveerde tot doctor in de fysische chemie (Dr. phil. nat.) aan de Katholieke Universiteit Leuven in 1973 en was vervolgens en tot 1978 wetenschappelijk medewerker aan de Medische Hogeschool Hannover. Van 1979 tot 1989 had ze een benoeming als universitair docent aan de Universiteit van Hildesheim. Sinds 1989 is ze Europees parlementslid. In 2002 nam ze aanvullend haar wetenschappelijke carrière weer op met een mandaat als onbezoldigd docent aan deze universiteit in haar woonplaats. In 2009 werd ze honorair professor van de Universiteit van Hildesheim.

### Politieke carrière
Quisthoudt-Rowohl is lid van de Christelijke Democratische Unie Duitsland. Sinds 1990 is ze lid van het Uitvoerend Comité van CDU Nedersaksen en van 1994 tot 2012 ook van de CDU's Federale Raad. Van 1990 tot 1996 was ze lid van de nationale raad van de Vrouwenunie en sinds 1999 ook van de Economische Raad van de CDU in Brussel.

#### Europa
Quisthoudt-Rowohl zetelt sinds 1989 als lid van de EVP-fractie in het Europees Parlement. Van 1997 tot 2007 diende ze er als quaestor in het presidium. Van 1999 tot 2004 was ze lid van het bureau van de EVP-fractie. Verder is ze er lid van het Comité Internationale Handel en plaatsvervangend lid van het Comité Economische en Monetaire Zaken. In die hoedanigheid was ze betrokken bij het vijfjarig importtarief op Chinese autovelgen, de kritiek op Turkije omdat het geen import uit Cyprus toelaat, het aandringen op Turkije iets te doen aan namaakgoederen, het energieakkoord met Rusland in 2007 en de onderhandelingen over het vrijhandelsakkoord met de Verenigde Staten, die anno 2014 nog gaande waren.
Quisthoudt-Rowohl is verder lid van de Delegatie voor de betrekkingen met de landen van de Andesgemeenschap, de Delegatie voor de betrekkingen met de Parlementaire Vergadering van de NAVO en de Delegatie in de Euro-Latijns-Amerikaanse Parlementaire Vergadering, de Delegatie in de parlementaire commissie Cariforum-EU en de Delegatie voor de betrekkingen met de Verenigde Staten. Ze was van 1992 tot 1999 ondervoorzitter van de Commissie onderzoek, technologische ontwikkeling en energie.
- Gemeinsame Normdatei: 1110822537
- International Standard Name Identifier: 0000 0004 1033 1428
- Virtual International Authority File: 107176413
- WorldCat: E39PBJc3DypQfWxXqCvt8hhj4q